# Clorură de americiu
Clorura de americiu este o sare a americiului cu acidul clorhidric cu formula chimică AmCl3. Formează cristale de culoare roz hexagonale. În starea solidă, fiecare atom de americiu are nouă atomi de americiu lângă el, la aproximativ aceeași distanță, într-o configurație trigonală prismatică. 
Hexahidratul cristalizează monoclinic cu: a = 970,2 pm, b = 656,7 pm și c = 800,9 pm; β = 93° 37'; spațiul de grupă: P2/n.